# Magnolia rimachii
Espèce
Statut de conservation UICN

 LC  : Préoccupation mineure
Magnolia rimachii est une espèce de plantes à fleurs de la famille des Magnoliacées vivant en Amérique du Sud.

## Description
C'est un arbre.

## Répartition et habitat
Cette espèce est présente en Équateur, au Pérou et en Bolivie. Elle pousse dans la forêt amazonienne.